# Le Vrai Faux Héros
Le Vrai Faux Héros (France) ou Lisa l'iconoclaste (Québec) (Lisa the Iconoclast) est le 16e épisode de la saison 7 de la série télévisée d'animation Les Simpson.

## Synopsis
L'épisode commence par une vidéo, diffusée à l'école de Bart et Lisa, dont le thème est l'histoire de Jebediah Springfield, le fondateur de la ville de Springfield. Ensuite, l'institutrice de Lisa demande à ses élèves d'écrire une rédaction sur ce thème, afin de célébrer le bicentenaire de la ville.
Sur ce, Lisa part au musée de la ville (Springfield Historical Society) pour en apprendre plus sur le sujet. Là-bas, elle rencontre le conservateur Hollis Hurlbut, un homme qui voue son existence à l'histoire de Jebediah Springfield. Mais pendant une courte absence du conservateur, elle découvre par hasard les confessions secrètes de Jebediah Springfield. Dans celles-ci, il avoue ne pas être un authentique héros, et révèle aussi son lourd passé. En effet, jusqu'en 1796, il était connu sous le nom d'Hans Sprungfeld, pirate et criminel.
Pendant ce temps, Homer se fait élire crieur public pour la parade du bicentenaire.
Lisa fait connaître sa découverte à ses parents, mais seul Homer veut bien la croire. De même, à son école, personne ne veut la croire. Enfin, elle se résout à aller voir le conservateur du musée pour lui montrer les preuves de ce qu'elle avance, mais celui-ci s'énerve et prétend que ces confessions sont fausses.
Elle décide alors, de faire une campagne contre Jebediah Springfield, mais personne ne veut la croire. Enfin, elle va voir le comité du Jubilé afin de faire mener une enquête. Ils décident donc d'exhumer le corps de Jebediah Springfield pour vérifier s'il s'agissait bien d'Hans Sprungfeld. En effet, ce dernier portait une prothèse en métal à la place de la langue. Si celle-ci était retrouvée, cela prouverait la véracité de l'histoire de Lisa. Mais lorsqu'il est déterré, aucune langue en métal n'est retrouvée.
En réalité, c'est le conservateur qui l'a enlevée au moment d'ouvrir le cercueil. Celui-ci se repent le lendemain, et cherche avec Lisa à arrêter la parade consacrée à Jebediah Springfield. Mais au moment de révéler au public sa découverte, voyant l'effet bénéfique que le mythe de Jebediah Springfield exerce sur les habitants de Springfield, Lisa renonce.